# Оксана Сарана-Хунгелінг
Окса́на Сарана́-Хунгелі́нг (* 1979) — німецька шахістка українського походження. З 1998 року має титул жіночого гросмейстера.

## З життєпису
Народилась 1979 року в місті Київ. В юні роки брала участь у міжнародних відкритих турнірах із сильними гравцями в Словаччині, Україні та Німеччині.
2000 року перейшла з Української шахової федерації в Німецьку, а 2001-го змінила прізвище на Сарана-Хунгелінг. Є в складі «Steinfurt Chess Club 1996» і тренує молодь. Після сезону 2009/2010 2-ї жіночої Бундесліги-Захід більше не грала в іграх з рейтингом «Ело».
У Німеччині виступала за «SK Turm Emsdetten» до 2008 року, відтоді за шаховий клуб «Steinfurt». Із «Емсдеттен» грала з 1999 по 2004 рік у першій жіночій лізі та виграла командний чемпіонат Німеччини серед жінок-2001. 2000 року брала участь у Клубному Кубку Європи серед жінок. У словацькій Екстралізі грала за команду «ZŤS Spartak Dubnica» в сезоні 1995—1996.